# Pere Masaveu Rovira
Pere Masaveu Rovira (Castellar del Vallès, 1828 - 2 de març de 1885) fou un banquer i empresari català establert a Astúries, fundador de la Banca Masaveu i del Grupo Masaveu (posteriorment Corporación Masaveu), un dels principals grups econòmics a Astúries i Espanya, amb interessos en diferents sectors econòmics.

## Biografia
Pere Masaveu Rovira va néixer el 1828 en el si d'una petita família burgesa a Castellar del Vallès, on es conserva la Casa Masaveu. Als 13 anys es va traslladar a Astúries amb l'objectiu d'embarcar-se a Cuba, però a Oviedo va començar a treballar en l'establiment tèxtil «Barrosa, Fernández y Compañía». A la mort del propietari, es va associar i casar amb la vídua i hereva Carolina González Arias-Cachedo. Va fer prosperar el negoci, motiu per al qual fa venir altres castellerencs, com Domènec Boadella Albert, Martí Comas Farrell i els seus nebots Elies Masaveu Rivell i Vicenç Masaveu Rivas. Va crear els primers grans magatzems d'Oviedo i la primera galeria d'art d'Astúries. També va fundar «Tudela Veguín», la primera empresa cimentera d'Espanya i, el 1864, va participar en la creació del Banc d'Oviedo, tot i que després va crear la Banca Masaveu. El 1870 va crear la companyia «Pedro Masaveu y Cía», nucli del Grupo Masaveu, posteriorment anomenat «Corporación Masaveu».

## Corporación Masaveu
Corporación Masaveu, S.A. (anteriorment anomenada «Sociedad Anónima Tudela Veguin») és una empresa fundada el 1898 amb seu a Astúries,amb interessos als sectors immobiliari, cimenter, vinícola, artístic, energètic i bancari. El 2005 va assumir la direcció Fernando Masaveu Herrero, de la cinquena generació familiar al capdavant de l'empresa:
- Pere Masaveu Rovira (1828-1885) - Carolina González Arias-Cachedo
  - Elies Masaveu Rivell (1847-1924), nebot i gendre de Pere Masaveu - Pilar Masaveu González
    - Pedro Masaveu Masaveu (1886-1968) - Juj Peterson Sjonell
      - Pedro Masaveu Peterson (1939-1993)[9]
      - Cristina Masaveu Peterson (1937 - 2006)[9]

    - José Masaveu Masaveu (- 1942) - Nemesia Alonso del Campo y Beltrán
      - Elias Masaveu Alonso del Campo (1930-2005)[10]
        - Fernando Masaveu Herrero (1966-)

Els Masaveu han esdevingut una de les famílies més riques d'Espanya i s'han vist implicats també en informacions sobre incompliments tributaris.